# Davenport, Oklahoma
Davenport är en kommun (town) i Lincoln County i Oklahoma. Vid 2020 års folkräkning hade Davenport 809 invånare.